# Матарам (держава)

Матарам — індонезійські держави на острові Ява в VIII-XI ст. (Королівство Матарам) і в XVI-XVIII ст. (Султанат Матарам).
В 40-х роках XI століття після смерті Аірланги Матарам розпався на дві держави — Кедірі й Джангала. Близько 1120 року держава Кедірі об'єднала майже всю територію колишнього Матараму. Держава Сінгасарі (назва держави Кедірі з XIII ст.) підкорила частину Суматри, південну частину півострова Малакка, західну частину Калімантану та інші райони. Наприкінці XIII ст. вона розпалася.
До кінця XVI ст. на місці імперії Маджапагіт на чолі із Сутавіджаєю знову відбулося об'єднання Центральної і Східної Яви в нову державу — султанат Матарам.
Султанат Матарам в 1755 був розділений Ост-Індською компанією на залежні від голландців султанати — Джок'якарта і Суракарта.